# Aliança Ruandesa per la Unitat Nacional
L'Aliança Ruandesa per la Unitat Nacional (francès Alliance rwandaise pour l'unité nationale ARUN) fou una organització política ruandesa efímera, creada el 1979, que aplegava els refugiats tutsis ruandesos a Uganda. Va succeir, de forma més política, a l'Associació de Benestar dels Refugiats de Ruanda (Rwanda Refugees Welfare Association, RRWA), que es va centrar més en l'assistència als refugiats.
L'ARUN va adoptar el contrapeu de la política de divisió entre ruandesos propagada pels nacionalistes hutus. La seva base era a Nairobi (Kenya) des de 1981 fins a 1986, va passar a denominar-se Front Patriòtic Ruandès (RPF) el 1987.